# Paulina Strugała
Paulina Maria Strugała – polska specjalistka ds. finansów i bankowości oraz menedżerka. Przez wiele lat związana z Grupą Kapitałową PKO BP. Prezes Zarządu PKO Banku Hipotecznego w latach 2018–2021. Od 2022 roku członkini Zarządu ds. Zarządzania Ryzykiem w VeloBanku.

## Życiorys i działalność zawodowa
Ukończyła wydział finansów i statystyki Szkoły Głównej Handlowej w Warszawie. Jest członkinią w stopniu Fellow Association of Chartered Certified Accountants (ACCA) i posiada wydany przez tę organizację Practicing Certificate uprawniający do świadczenia usług rewizji finansowej w Wielkiej Brytanii. Uzyskała tytuł Executive MBA nadany przez École nationale des ponts et chaussées w Paryżu oraz University of Bristol, a także ukończyła Advanced Management Program w IESE Business School, University of Navarra.
Karierę zawodową rozpoczęła w 1995 roku w warszawskim biurze KPMG, gdzie przeszła wszystkie stopnie kariery od stanowiska młodszego asystenta do dyrektora, na którego awansowała w 2006 roku. Specjalizowała się w audycie oraz innych usługach poświadczających dla instytucji finansowych w Polsce, takich jak banki, towarzystwa i fundusze inwestycyjne oraz zarządzający aktywami.
W grudniu 2006 roku dołączyła do PKO/Credit Suisse TFI (obecnie PKO TFI) jako dyrektor zarządzająca odpowiedzialna za operacje funduszy inwestycyjnych.
Od 2010 do 2021 roku była związana z PKO Bankiem Polskim, gdzie jako dyrektor odpowiadała za audyt wewnętrzny banku oraz grupy kapitałowej. Na początku kwietnia 2018 roku Rada Nadzorcza PKO Banku Hipotecznego powołała ją na stanowisko prezesa zarządu. Uchwała Rady weszła w życie 18 czerwca 2018 roku, a do czasu udzielenia zgody przez Komisję Nadzoru Finansowego (KNF) była wiceprezes zarządu pełniącą obowiązki prezesa. Kolejne trzy lata spędziła na stanowisku CEO największego w Polsce banku hipotecznego należącego do PKO BP, który był regularnym emitentem listów zastawnych na polskim i europejskim rynku. Funkcję tę pełniła do 30 września 2021 roku.
W toku swojej kariery zawodowej zajmowała się badaniem sprawozdań finansowych, doradztwem w zakresie rachunkowości i sprawozdawczości finansowej, formułowaniem strategii i rozwiązań, analizą kluczowych ryzyk w działalności banków i innych instytucji finansowych w ramach oceny systemów kontroli wewnętrznej i zarządzania ryzykiem. Prowadziła również liczne projekty nastawione na poprawę istniejących rozwiązań organizacyjnych. Jest uznawana za wysokiej klasy specjalistkę w dziedzinie bankowości, posiadająca szeroką wiedzę o wszystkich obszarach działania banku.
W latach 2018–2021 była członkinią Rady Nadzorczej PKO FINAT Sp. z o.o., a następnie została członkinią Rady Nadzorczej BEST TFI S.A. oraz w Zarządzie VeloBanku. Członkinią zarządu VeloBank S.A. ds. zarządzania ryzykiem została w 2022 roku.
W 2023 roku, wraz z całym Zarządem VeloBanku, otrzymała nagrodę specjalną BrandMe 2023.
W marcu 2025 roku trafiła na listę 15. najbardziej wpływowych kobiet polskiej branży finansowej.
W maju 2025 została nagrodzona w konkursie ShEO Awards 2025 za współtworzenie nowoczesnej instytucji finansowej.

### Przebieg kariery
- 1995–2006: Dyrektor w KPMG[51]
- 2006–2010: Dyrektor Zarządzający w PKO Towarzystwo Funduszy Inwestycyjnych S.A.[52]
- 2010–2018: Dyrektor Departamentu Audytu Wewnętrznego w PKO Bank Polski[53]
- 2018–2021: Członkini Rady Nadzorczej w PKO BP Finat Sp. z o.o.[2]
- 2018–2021: Prezes Zarządu w PKO Bank Hipoteczny S.A.[54][2]
- od 2022: Członkini Rady Nadzorczej BEST TFI S.A.[52]
- od 2022: Członkini Zarządu VeloBank ds. Zarządzania Ryzykiem[55][52]